# Transports en Indonésie
Cet article présente sommairement les différents réseaux de transport d'Indonésie.

## Réseau routier
En 2002, le réseau routier de l'Indonésie faisait au total 368 360 km, dont 213 649 km avec un revêtement.

## Chemin de fer

Ligne à grande vitesse sur l'île de Java.

## Transport maritime

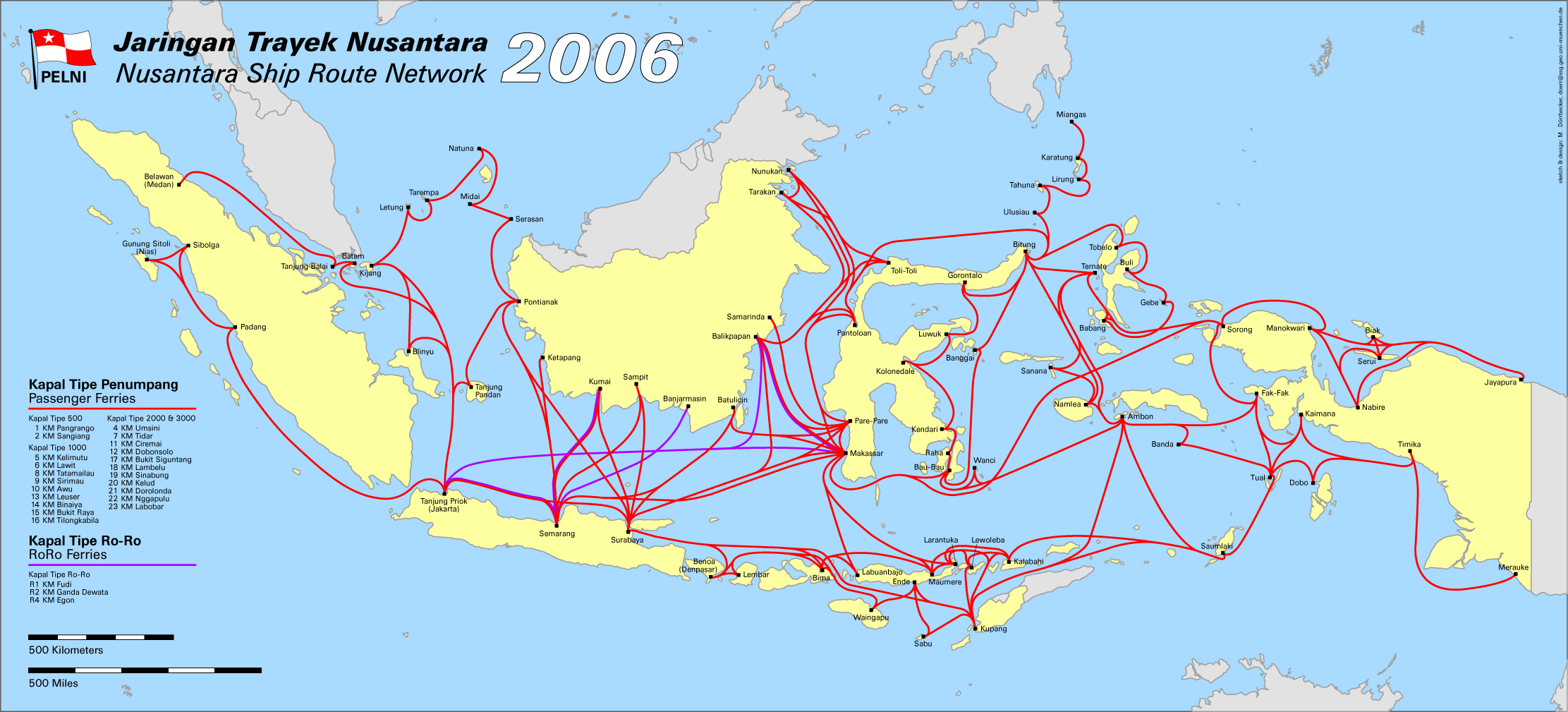
Le réseau de la Pelni en 2006

L'entreprise d'État Pelni (Pelayaran Nasional Indonesia ou "compagnie de navigation nationale d'Indonésie") exploite 28 navires, dont 25 desservent un nombre de routes et de destinations dans l'archipel, la plupart selon un rythme mensuel ou bimensuel.